# Glenn Andersson
Glenn Martin Andersson, född 8 augusti 1984 i Göteborg, är en svensk tidigare handbollsspelare (mittsexa).
Andersson spelade totalt åtta säsonger för Alingsås HK och är den som spelat flest matcher för klubben i högstaligan. I november 2014 hedrades han med att hans tröjnummer 8 pensionerades av Alingsås HK för evigt och hans matchtröja hissades i taket. Det var andra gången klubben pensionerade ett tröjnummer, det första var Teddy Nordlings nummer 6 år 2008.

## Klubbar
- Tuve IF
- HP Warta (–2006)
- Alingsås HK (2006–2014)

## Meriter
- Svensk mästare två gånger (2009 och 2014) med Alingsås HK